# Prix Jean-Lacouture
Le prix Jean-Lacouture est un prix littéraire décerné pour la première fois en 2022 qui récompense l'auteur d'une œuvre de langue française dans la veine de l’œuvre de l'écrivain et journaliste bordelais Jean Lacouture.

## Historique
Ce prix est initié par le conseil régional de Nouvelle-Aquitaine à l'occasion de la célébration du centenaire de la naissance de Jean Lacouture.

## Composition du jury
Le jury est composé de Hubert Védrine, ancien ministre, Anne-Marie Cocula, historienne, Jean-Noël Jeanneney, historien et homme politique, Élisabeth Guigou, ancienne ministre, Yves Harté (d), ancien rédacteur en chef du quotidien Sud Ouest, Claude-Catherine Kiejman (d), journaliste et biographe, Sara Daniel, journaliste et grand reporter, et Bernard Guetta, journaliste et homme politique.

## Liste des lauréats
- 2022 : Thomas Snégaroff pour Putzi : le pianiste d'Hitler, Paris, Éditions Gallimard, 2020, 352 p. - 2e édition 2022, coll. Folio[3],[4].
- 2023 : Florence Aubenas pour Ici et ailleurs, Paris, L'Olivier[5].